# Augustales

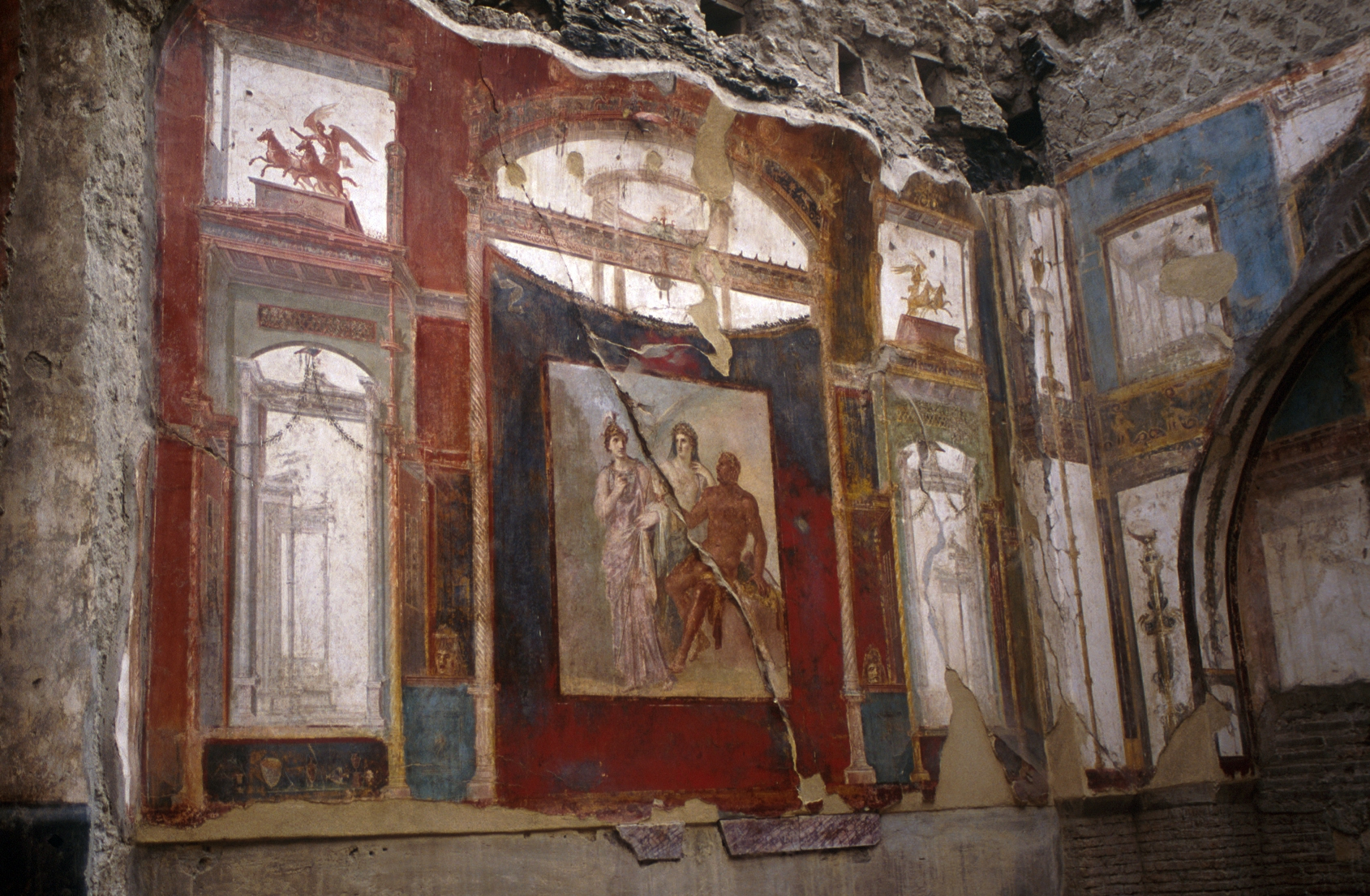
Colegio de los Augustales, Nápoles, Italia.

Se denominan augustales a los magistrados religiosos instituidos por Augusto en Roma y después en todos los pueblos del imperio en el año 7 a. C.
Se hallaban encargados del culto de los dioses Penates y del genio familiar de Augusto. Se les llamó Magistri Larum Augustorium, Seviri (por ser solo seis) y Augustales. Era una especie de magistratura municipal que asociaba el culto del emperador a obras de beneficencia y de festejos públicos. La componían hombres de todas clases sociales y tenía ciertos privilegios. 